# Bahrain Challenger
Il Bahrain Challenger è stato un torneo professionistico di tennis giocato su campi in cemento. Faceva parte dell'ATP Challenger Series. Si è giocata una sola edizione nel 1984, a Bahrein in Bahrein.

## Albo d'oro

### Singolare
| Anno | Campione     | Finalista  | Punteggio |
| ---- | ------------ | ---------- | --------- |
| 1984 | Tim Wilkison | Terry Moor | 7–5, 6–0  |

### Doppio
| Anno | Campioni                  | Finalisti                  | Punteggio     |
| ---- | ------------------------- | -------------------------- | ------------- |
| 1984 | David Dowlen Nduka Odizor | Marty Davis Larry Stefanki | 7–6, 4–6, 6–3 |